# سنداهید
سنداهید (به سوئدی: Sandahöjd) یک منطقهٔ مسکونی در سوئد است که در بخش اومیا واقع شده‌است.